# R Geminorum

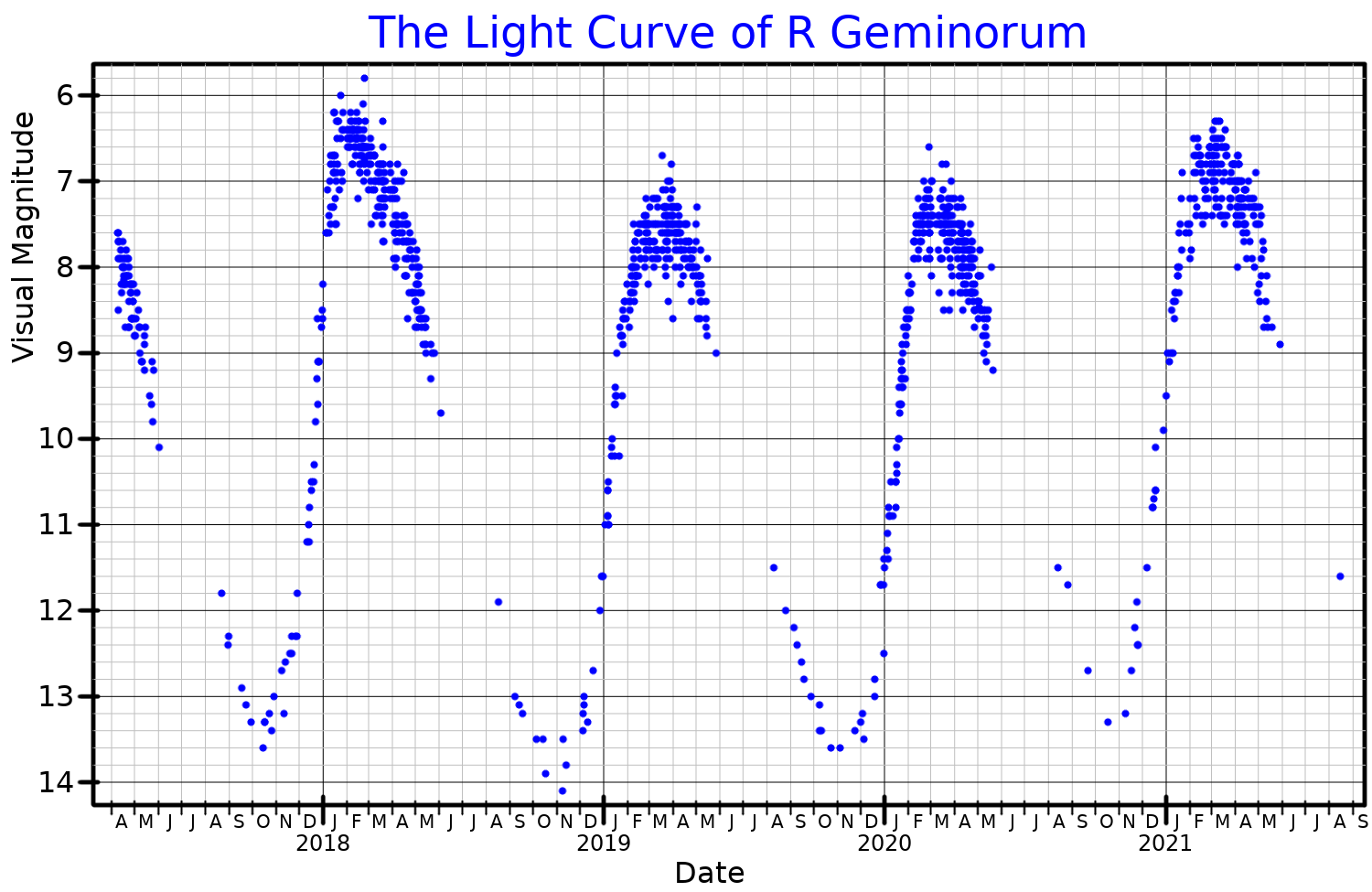

R Geminorum är en pulserande variabel av Mira Ceti-typ i stjärnbilden Tvillingarna. Stjärnan var den första i Tvillingarnas stjärnbild som fick en variabelbeteckning.
Stjärnan varierar mellan magnitud +6,0 och 14,0 med en period av 369,91 dygn. R Geminorum är en så kallad Tc-stjärna, med absorptionslinjer i sitt spektrum av den radioaktiva metallen teknetium.

## Fotnoter
1. ↑  Variabelstjärnornas beteckningar börjar med bokstäverna R-Z, därefter A-Q , följt av RR-ZZ och AA-QQ, varefter de börjar betecknas med bokstaven V och ett ordningsnummer, från och med V335.